# Gerätemuseum des Coburger Landes

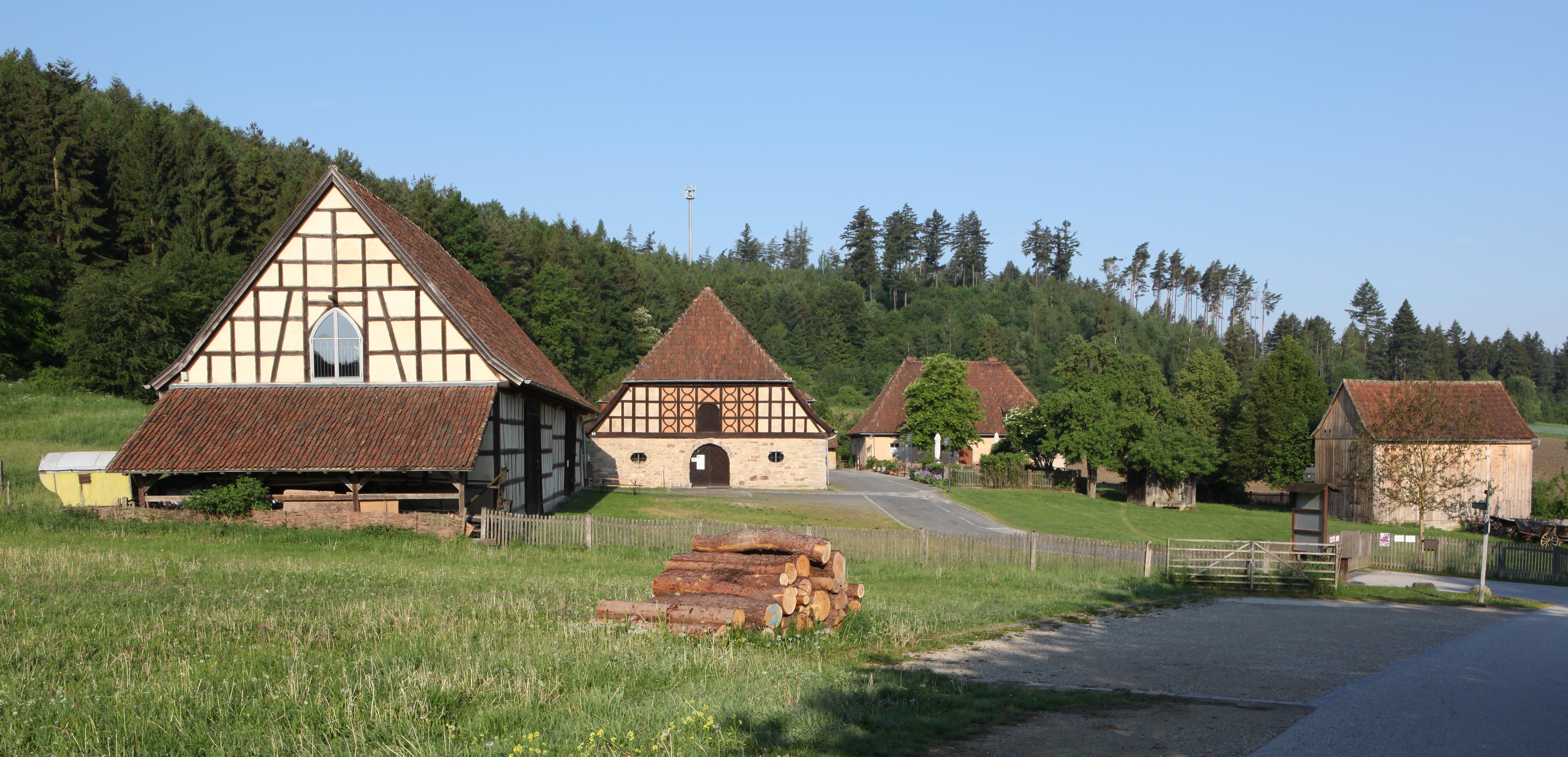
Gerätemuseum und Alte Schäferei in Ahorn

Das Gerätemuseum des Coburger Landes Alte Schäferei befindet sich in dem Gebäudeensemble einer barocken Gutsschäferei aus dem Jahr 1713, die zum knapp einen Kilometer entfernten Schloss Ahorn gehört. 
In Dauer- und Sonderausstellungen werden auf 600 m² Ausstellungsfläche Geräte aus dem bäuerlichen und handwerklichen Bereich, bemalte Möbel sowie sonstige Zeugnisse der Volkskunde des ehemaligen Herzogtums Sachsen-Coburg und Gotha gezeigt.